# Propsilocerus taimyrus
Propsilocerus taimyrus är en tvåvingeart som beskrevs av Zelentsov 2000. Propsilocerus taimyrus ingår i släktet Propsilocerus och familjen fjädermyggor. Inga underarter finns listade i Catalogue of Life.